# ديان ماناسكوف
ديان ماناسكوف مواليد 26 أغسطس 1992 في كريتاي، هو لاعب كرة يد مقدوني يلعب كجناح أيسر. مثل منتخب مقدونيا لكرة اليد.

## سجل المنافسة
شارك في البطولات التالية:
- بطولة العالم لكرة اليد للرجال 2015
- بطولة أوروبا لكرة اليد للرجال 2012
- بطولة أوروبا لكرة اليد للرجال 2014
- بطولة أوروبا لكرة اليد للرجال 2016

## روابط خارجية
- ديان ماناسكوف على موقع الاتحاد الأوروبي لكرة اليد (الإنجليزية)